# Mont Circé
Pour les articles homonymes, voir Circé (homonymie).
Le mont Circé, appelé Monte Circeo en italien, est un petit massif calcaire isolé, haut de 541 mètres et situé au bord de la mer Tyrrhénienne au sud du Latium, en Italie. Sur son faîte se dresse le phare du Mont Circé. Il fait partie du parc national du Circé. 

## Toponymie
Le mont doit son nom à la légendaire magicienne Circé qui y aurait résidé à l'époque où celui-ci aurait été encore une île. Jean Bérard écrit, dans la notice de L'Odyssée d'Homère publié dans la Bibliothèque de la Pléiade : « Au Monte Circeo, qui depuis l'Antiquité jusqu'à nos jours a gardé en son nom le souvenir de la terrible magicienne, à mi-chemin entre l'embouchure du Tibre et le golfe de Naples, il [Victor Bérard] a localisé le port et la haute demeure de Circé. »

## Histoire
Le Circéion fut, selon Théophraste au IVe siècle av. J.-C., une île de quatre-vingt stades ; il considère l'atterrissement comme récent, et causé par les alluvions de certains cours d'eau, qui ont formé une plage. Le philosophe Théophraste explique dans son ouvrage Histoires des plantes qu'en son temps, près du mont Circé, on montrait le prétendu tombeau d'Elpénor. Le mont abrite de nombreuses grottes, comme la grotte des Chèvres, dont beaucoup ont livré des gisements archéologiques importants, notamment la grotte Guattari à San Felice Circeo.